# Kottmarschanzen

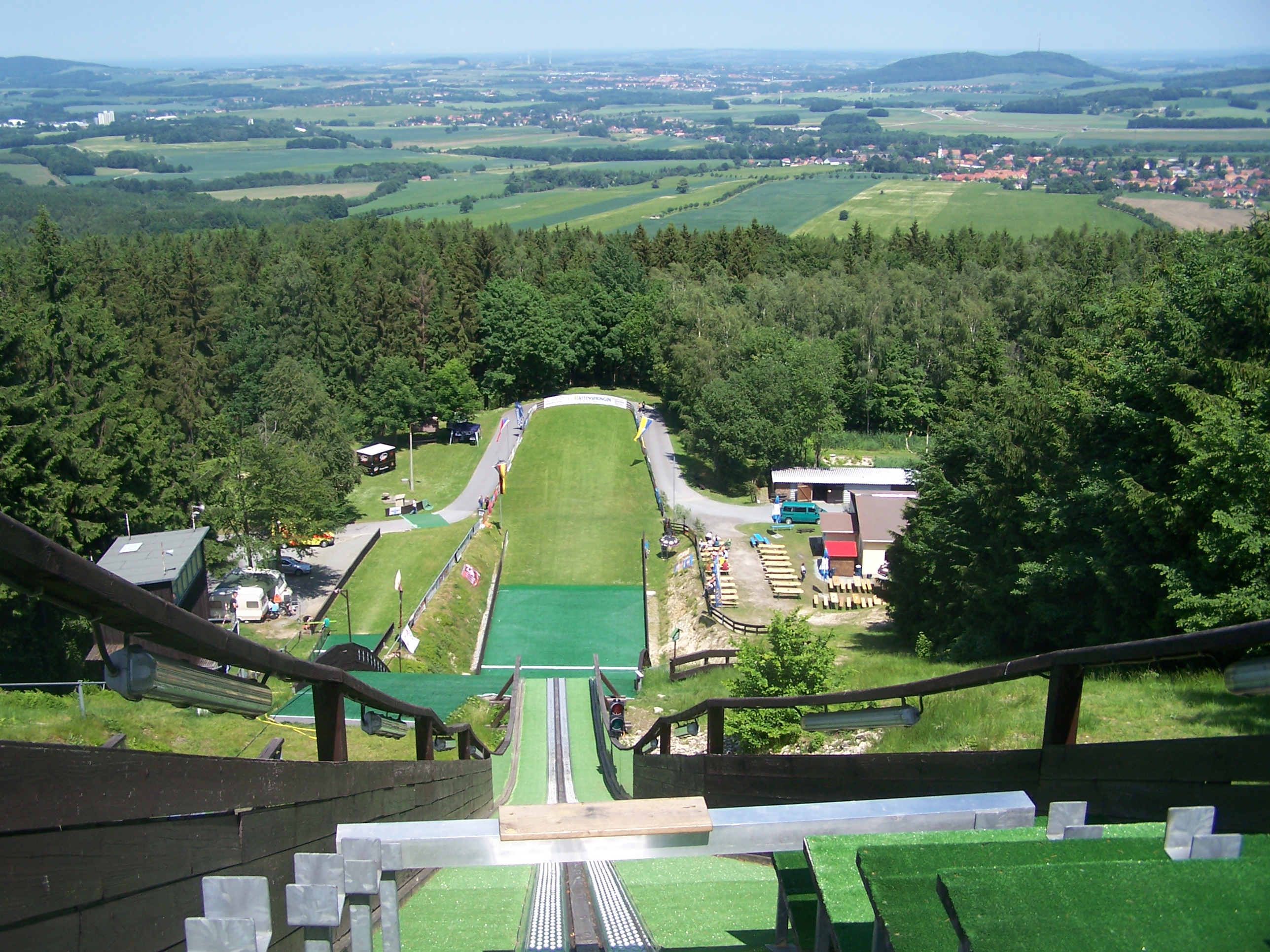

Die Kottmarschanzen  sind drei Skisprungschanzen am Kottmarberg nördlich von Eibau.
Es handelt sich um zwei kleine Schanzen der Kategorie K10,5, K27 und eine mittlere Schanze der Kategorie K50,5; die Schanzen sind mit Matten belegt.

## Geschichte
Zwischen 1964 und 1968 baute der Skiclub Kottmar e.V. drei Schanzen auf dem Kottmarberg. Die K50,5-Schanze wurde im Jahr 2001 mit einer Keramikanlaufspur ausgestattet. Drei Jahre später wurde der Aufsprunghang rekonstruiert und verbreitert. In diesem Zuge wurde auch der ca. dreißig Jahre alte Mattenbelag erneuert und mit einer automatischen Beregnungsanlage ausgestattet. Jedes Jahr zu Christi Himmelfahrt findet ein großes Mattenspringen statt.